# الخرابة (ذمار)
الخرابة هي إحدى قرى الجمهورية اليمنية. وهي تتبع جغرافيًا لمحافظة ذمار. وإداريًا لمديرية ضوران انس. يبلغ تعداد سكانها 1447 نسمة حسب الإحصاء الذي جرى عام 2004.